# Bergbiätare
Bergbiätare (Merops oreobates) är en fågel i familjen biätare inom ordningen praktfåglar.

## Utseende och läte
Bergbiätaren är en medelstor färgglad biätare med roströd undersida. I flykten syns svarta fläckar på vingens bakre del och på stjärtsidorna. Fågeln är lik både dvärgbiätaren och blåkragad biätare, men är mycket större och mer bjärt färgad under. Den uppvisar också mycket mindre rostrött på ovansidan av vingarna och stjärten. Bland lätena hörs enkla "seep" och en upprörd serie med stigande visslingar.

## Utbredning och systematik
Fågeln förekommer i höglänta skogar i östra Afrika. Den behandlas som monotypisk, det vill säga att den inte delas in i några underarter. Vissa kategoriserar den som underart till Merops lafresnayii.

## Levnadssätt
Bergbiätare hittas på medelhög till hög höjd i skogar, trädgårdar och lummigt skogslandskap. Den ses vanligen i smågrupper som sitter högt upp, ofta på exponerade platser.

## Status
Arten har ett stort utbredningsområde och internationella naturvårdsunionen IUCN kategoriserar arten som livskraftig. Beståndsutvecklingen är dock oklar.

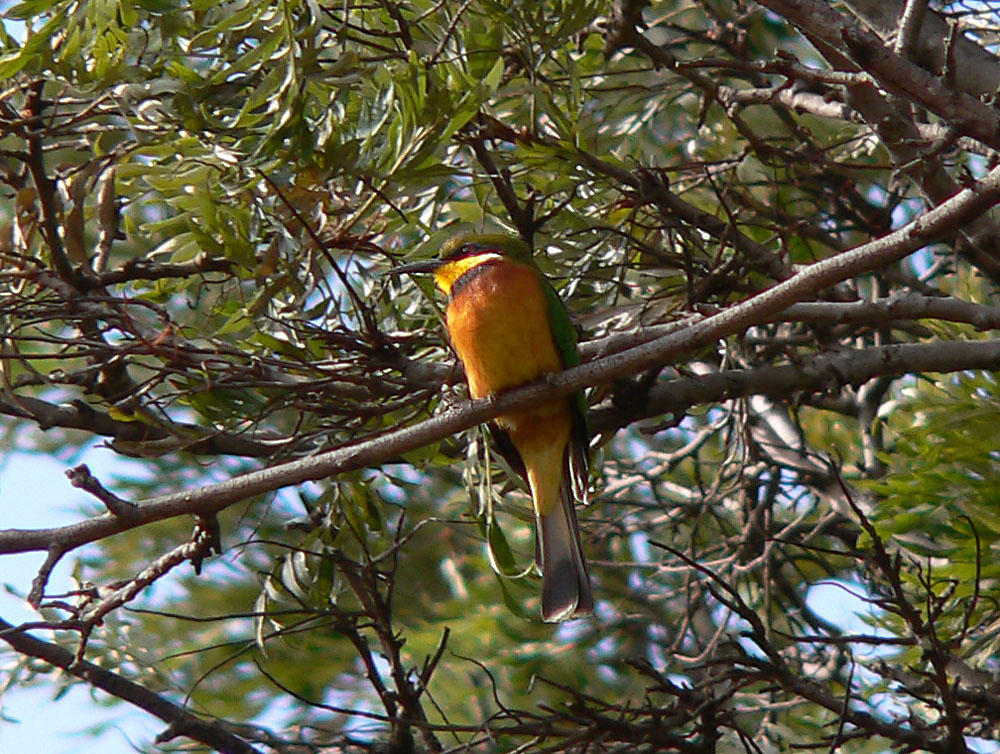